# 恩托羅科區
恩托羅科區是非洲中部國家烏干達的一個區，位於西部區，首府是恩托羅科，海拔高度640米，距離首都坎帕拉約300公里和本迪布焦區約75公里，2002年人口估計為51,100。

## 外部連結
- Ntoroko District Information Portal